# Gynoplistia luteola
Gynoplistia luteola är en tvåvingeart som beskrevs av Alexander 1971. Gynoplistia luteola ingår i släktet Gynoplistia och familjen småharkrankar. Inga underarter finns listade i Catalogue of Life.